# (69329) 1993 GH1
(69329) 1993 GH1 là một tiểu hành tinh vành đai chính. Nó được phát hiện bởi Henry E. Holt ở Đài thiên văn Palomar ở Quận San Diego, California, ngày 15 tháng 4 năm 1993.